# باندیکوت پوزه‌بلند
باندیکوت پوزه‌بلند (نام علمی: Perameles nasuta) نام یک گونه از سرده باندیکوت‌های پوزه‌بلند است.